# Șoceni (okręg Caraș-Severin)
Șoceni – wieś w Rumunii, w okręgu Caraș-Severin, w gminie Ezeriș. W 2011 roku liczyła 640 mieszkańców. 